# Kürbishütte

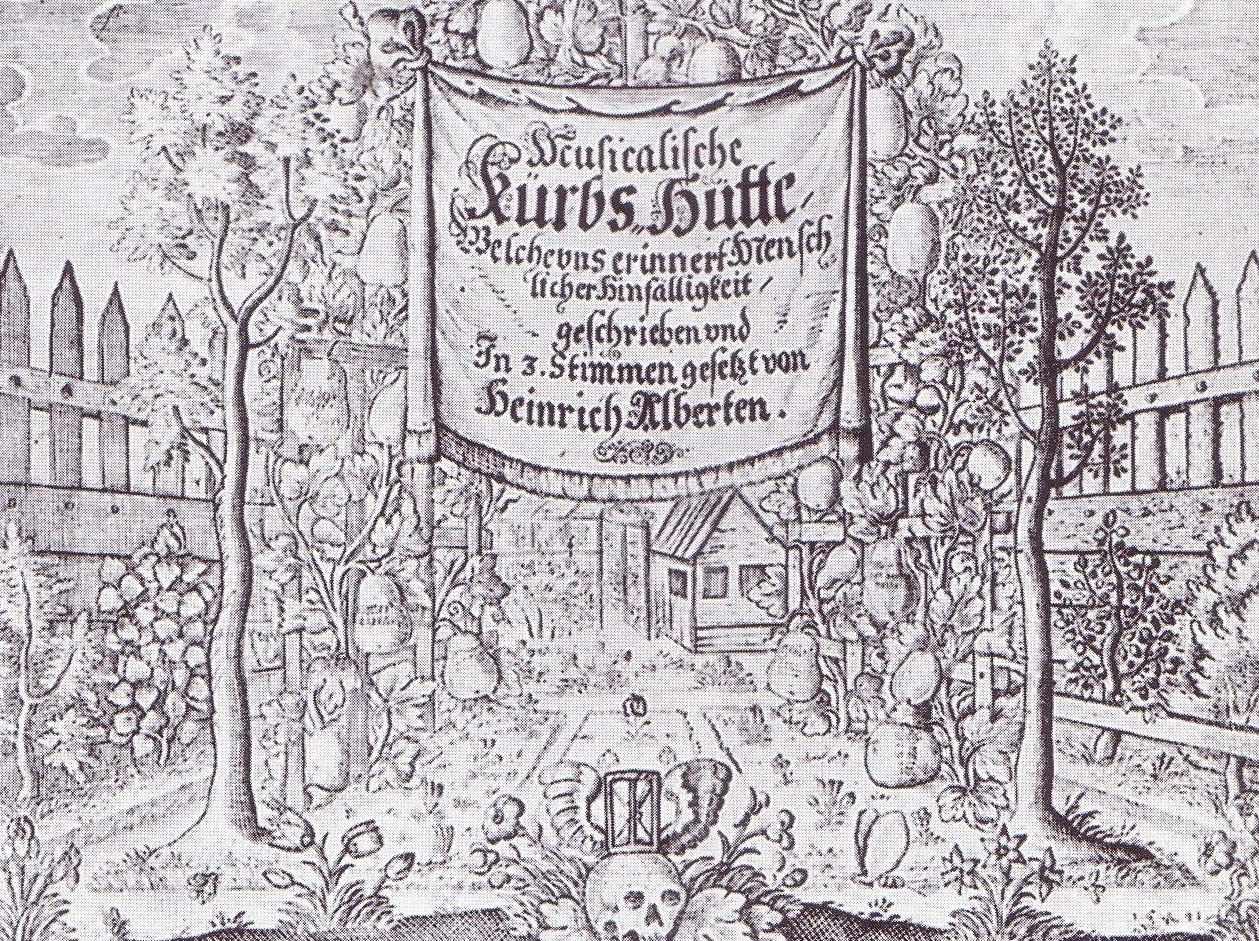
Musengarten Kürbishütte

Die Kürbishütte (auch Kürbislaube, Kürbs-Hütte) war im 17. Jahrhundert der Musenort eines literarischen Freundeskreises in Königsberg (Preußen).

## Geschichte
Mitten im Dreißigjährigen Krieg, der Königsberg verschonte, gründete der Rat Robert Roberthin 1636 die Gesellschaft der Sterblichkeit Beflissener. An schönen Sommerabenden trafen sich zehn bis zwölf Freunde in einer Gartenlaube am Pregel und pflegten das geistliche Lied. Zu dem Freundes- und Dichterkreis gehörten Simon Dach (1605–1659), der Hofkapellmeister Johann Stobäus (1580–1646), die Kirchenlieddichter Georg Werner (1581–1661), Valentin Thilo der Jüngere (1607–1662), Johann Franck (1618–1677) und Georg Weissel (1590–1635), der Kurfürstliche Rat Michael Adersbach († 1640), der Mathematiker Christian Rose (1609–1677), der Mediziner Christoph Tinctorius (1604–1662), der Elbinger Ratsherr Gottfried Zamel (1629–1684) und der Domorganist Heinrich Albert (1604–1651), dem die Laube gehörte.
Der Garten befand sich auf der Schwedenschanze, die an der Mündung des Lindengrabens in den Pregel auf der Insel Lomse lag. Der Kneiphöfsche Rat hatte den Garten im Jahr 1630 seinem Organisten Heinrich Albert geschenkt. In der Laube züchtete er Kürbisse, in deren Schale die Freunde ihre Schäfernamen ritzten. Martin Opitz besuchte 1638 hier seinen Freund Simon Dach.
Kaum angelegt, wurde Albert 1641 durch die Stadt enteignet, da diese den Garten samt Hütte für eine Bebauung des städtischen Weidendamms benötigte – für Simon Dach ein Sinnbild für den Wechsel und Untergang alles Irdisch-Geschichtlichen.
Hie ist des Pregels Gang,

Auß dem die große Schaar der müden Rosse tranck.

Hie ist ihr kühles Bad, hie sind so offt gelegen

Die Reussen, so mit Korn unss zu versehen pflegen

Und andern Wahren mehr, hie hat so manche Nacht

Die Dudden und Schalmey uns auß dem Schlaff gebracht,

Hie pflag die Stadt zu Land und Flut in großen Schaaren

Nach Steinbeck, Selgenfeld und Neuendorff zu fahren

Und nach Jerusalem, man sieht die Wiesen stehn,

Wohin dass junge Volck nach Blumen pflag zu gehen.

Wenn hörte man nicht hier die Bursch umb Abendzeiten

Rings umb den Kneiphoff gehen und spielen auff den Seiten,

Dass Stadt und Lufft erklang; die reiche Bürgerey

Fuhr auff dem Pregel heim mit Lachen und Geschrey

Theils von dem Lande, theils auss ihren schönen Gärten

Und hatten, Bacchus, dich sampt Venus zu Gefährten

Und grüssten unss dabey; dass war mit einem Wort

Ein Wohnhauss gutter Ruh, ein rechtes Freuden Ort.

Ach aber kurtze Zeit! Wie schön es vor gestanden

So gar ist nichts davon, alss Einsamkeit vorhanden,

Als Grauen, Furcht und Reu, es kränckt mich hie zu stehn,

Für Unmuth kann ich auch schier nicht vorüber gehn.

  

– Simon Dach, um 1650